# Robert Z'Dar
Robert J. Zdarsky, meglio noto con lo pseudonimo di Robert Z'Dar (Chicago, 3 giugno 1950 – Pensacola, 30 marzo 2015), è stato un attore e produttore cinematografico statunitense.
A causa della sua conformazione facciale sui generis, dovuta al cherubismo, viene talora chiamato "Il Mento".

## Biografia
Z'Dar ha discendenza lituana. Dopo aver finito il liceo, accede all'Università statale dell'Arizona, dove consegue una laurea in Belle arti. Dopo essersi laureato, ritorna a Chicago, per un po' di tempo, dove inizia a lavorare come poliziotto.
L'approccio con la recitazione di Robert Z'Dar inizia negli anni del liceo, quando frequenta la Proviso West High School a Hillside, nello Stato dell'Illinois. Dopo la laurea e il ritorno a Chicago, Z'Dar matura la decisione di andare a Hollywood per iniziare la carriera da attore. Il suo primo film è del 1984, Code Name Zebra di Joe Tornatore, un film su un gruppo di ex militari che formano una squadra anticrimine a livello internazionale.
La sua carriera è prolifica: quasi un film all'anno. Tra questi, The Night Stalker (1987), The Killing Game (1988). La sua fama aumenta proprio in quell'anno, quando viene girato Maniac Cop, in cui Z'Dar interpreta il protagonista Matt Cordell, ruolo che avrà anche nei due sequel della saga. Maniac Cop apre le porte del grande cinema a Robert Z'Dar: lo si vede infatti in film come Tango & Cash, al fianco di Sylvester Stallone e Kurt Russell, oppure in piccole produzioni come Lo gnomo e il poliziotto con Anthony Michael Hall, o ancora in L'impero del crimine a fianco di F. Murray Abraham, Christian Slater e Lara Flynn Boyle.
La sua carriera conta più di settanta film, tre dei quali sono stati prodotti da lui stesso.
Secondo il suo manager e amico di vecchia data Jim Decker, mentre era a Pensacola per l'annuale fiera del fumetto Pensacon, Z'Dar avvertì forti dolori al petto, e venne quindi ricoverato in ospedale. Inizialmente ripresosi, il 30 marzo 2015 ebbe un arresto cardiaco che lo portò alla morte.